# Vườn quốc gia Calilegua
Vườn quốc gia Calilegua  (Tây Ban Nha: Parque Nacional Calilegua) là một vườn quốc gia nằm trong tỉnh Jujuy, Argentina. Được thành lập vào ngày 19 tháng 7 năm 1979, vườn quốc gia đại diện cho sự đa dạng sinh học được bảo tồn tốt của vùng sinh thái Nam Andes Yungas.
Nằm ở Ledesma, trên sườn phía đông của ngọn đồi Calilegua, nó có diện tích 76.306 ha (763,06 km2), và là vườn quốc gia có diện tích lớn nhất ở Tây Bắc Argentina. 